# Frankie Masters

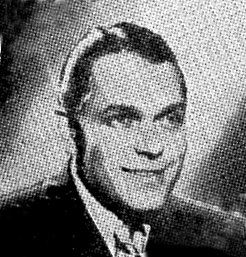
Frankie Masters

Frank Masters (eigentlich Frank Evans Masterman, * 12. April 1904 in St. Marys, West Virginia; † 29. Januar 1991) war ein US-amerikanischer Musiker (Gesang, Banjo) und Bandleader der Swingära.
Masters wuchs in Robinson (Illinois) auf, wo seine Familie ab 1909 lebte, und spielte während seines Studiums an der Indiana University Banjo in der Campusband, während der Sommerferien auf dem Kreuzfahrtschiff SS Madison. Nach seinem Abgang vom College arbeitete er in Chicago zunächst bei Eddie Richmond, dann bildete er mit seinem eigenen Ensemble die Hausband im College Inn des Sherman Hotels in Chicago. Mit seiner Tanzband (Frankie Masters and His Orchestra) spielte er ab den späten 1920er-Jahren für Conqueror, Victor und Vocalion eine Reihe von Schallplatten ein wie „Is It Gonna Be Long (Till You Belong to Me)“, „Bungalow of Dreams“ und „I'm Walkin' on Air“.  Frankie Masters’  Aufnahme von „My Darling“ war 1928 die B-Seite von Jean Goldkettes „Just Imagine“ (Victor 21565). Ersten Erfolg hatte Masters jedoch erst 1939 mit dem Titel „Scatter Brain“, der 1939 auf #13 der US-Charts gelangte. Er heiratete seine Bandsängerin Phyilis Miles, mit der er später eine Fernsehshow beim Chicagoer Sender WBKB hatte. Ab den 1940er-Jahren trat er mit seinen Swingbands in verschiedenen amerikanischen Rundfunkstationen auf; in den 1970er-Jahren leitete er die Hausband des Palmer House in Chicago.